# Adam Mroczkowski
Adam Maria Mroczkowski (ur. 1947) – polski polityk i przedsiębiorca, w latach 2003–2006 wicewojewoda mazowiecki.

## Życiorys
Ukończył studia na Wydziale Ogrodnictwa Szkoły Głównej Gospodarstwa Wiejskiego w Warszawie.
Pracę zawodową zaczynał na stanowisku głównego specjalisty w Centralnym Zarządzie Państwowych Przedsiębiorstw Gospodarki Rolnej w Ministerstwie Rolnictwa, następnie pełnił funkcję wiceprezesa zarządu Spółdzielni Ogrodniczo-Pszczelarskiej w Otwocku. Po powrocie z pobytu w USA został prezesem zarządu Spółdzielni Szkółkarsko-Nasiennej, a następnie założył własną firmę Daria Ltd., zajmującą się m.in. importem produktów spożywczych z Chin.
W latach 2003–2006 zajmował stanowisko II wicewojewody mazowieckiego, odpowiedzialnego za rolnictwo i ochronę środowiska.
Należał do Partii Ludowo-Demokratycznej Romana Jagielińskiego, ugrupowania wspierającego ówczesną koalicję rządową SLD-UP. Z ramienia PLD bez powodzenia startował w wyborach do Parlamentu Europejskiego w 2004. W 2014 z listy PSL kandydował do sejmiku mazowieckiego, a rok później do Sejmu.